# No se lo digas a nadie (libro)
No se lo digas a nadie es la primera novela del escritor peruano Jaime Bayly. De temática homosexual y drama, fue publicada por Seix Barral en 1994 y, más tarde, llevada al cine por Francisco Lombardi. La película homónima, estrenada en 1998, estuvo protagonizada por Santiago Magill y Christian Meier, y fue la primera película peruana de tema gay.

## Reseña
El libro consta de tres partes, desde el inicio de los estudios de Joaquín en el colegio Markham hasta la residencia de este en Cayo Vizcaíno, Miami, en los años 1990. En la primera parte se narra la adolescencia de Joaquín; en la segunda, su juventud y en la tercera, su temprana adultez.

### Primera parte
Comienza cuando Joaquín, hijo de Elsa  y Luis Felipe, a los doce años ingresa a los estudios secundarios en el colegio Markham. Allí conocerá a Jorge Bermúdez, con quien tendrá una especie de romance, truncado por la ingenuidad de Joaquín y la severidad de las autoridades colegiales. Luego, se relata el campamento que realiza Joaquín con los chicos del Saeta, grupo de jóvenes del Opus Dei, donde se pondrá al descubierto el oscuro problema de la corrupción del clero a través de los acosos que sufren Joaquín y Juan Manuel por parte de los sacerdotes. En el siguiente capítulo, se narra el cumpleaños de Joaquín y la propuesta de su padre para ir con él a un burdel de Miraflores para convertirlo en hombre: Luis Felipe pensaba que su hijo era homosexual por los excesivos mimos de su madre Maricucha, mujer religiosa y activa militante del Opus Dei. La experiencia sexual con una prostituta fracasa y Joaquín se siente agobiado por su homosexualidad, aunque él todavía no lo reconoce. Luego se narra la cacería que hacen solos Joaquín y su padre en el lugar llamado el Aguerrido, donde conocerá a Sixto y a su hijo Dioni. Con este tendrá una experiencia sexual que luego será severamente reprendida por Luis Felipe. También, en el Aguerrido, Joaquín descubrirá la infidelidad de su padre, quien mantiene relaciones sexuales con Marita, hija de Sixto. El último capítulo, "La fuga", relata la huida de Joaquín de su casa porque se descubre su homosexualidad, ya que él tocó indebidamente a su hermano menor Fernando; es reprendido por Maricucha y Luis Felipe. Joaquín huye de su casa en Chaclacayo y se tendrá que sobreponer a su ingenuidad frente a todos los problemas que se presentan en la Lima de los indigentes. Conocerá a un gigoló o "flete" [como se cuenta en la novela] con quien vivirá en un departamento y luego de muchas experiencias que acentuarán su homosexualidad, Joaquín y el "flete" tendrán relaciones, finalizando así la primera parte.

### Segunda parte
La segunda parte comienza con la invitación que le hace Ximena a su hermano Joaquín, quien acepta y va a la casa después de haber consumido cocaína, lo cual hace ver un problema de drogadicción del personaje, problema que se verá a lo largo de la obra. A pesar del resentimiento hacia sus padres, Joaquín va a la casa de Chaclacayo donde le confiesa su homosexualidad a su padre, su madre, su hermana y su cuñado, esposo de su hermana. Luego se describe a Joaquín como un estudiante nada aplicado, por lo que es expulsado de la universidad junto con su compañero [hasta el momento desconocido] Alfonso. Joaquín toma unos días de vacaciones en la casa de Alfonso, quien le comenta que sus padres, que están de viaje en Europa, no saben nada de esta situación. Se genera un romance entre Joaquín y Alfonso, que pasará por diferentes experiencias desde relaciones sexuales hasta drogadicción, finaliza con la boda de Alfonso con una mujer venezolana, con el pleno consentimiento y aprobación de Joaquín. Luego se narra la relación que tiene Joaquín con su amiga Alejandra López de Romaña, en medio de un supuesto embarazo, el uso de anticonceptivos, drogadicción, homosexualidad y lesbianismo, la severa represión por parte de los padres de ella, y otros más que harán que este romance no dure y se vea truncado por la falta de compatibilidad entre los jóvenes que terminan siendo amigos. Después se narran las relaciones sentimentales homosexuales de Joaquín con un futbolista, un actor, un hombre canadiense en República Dominicana y un amigo con el cual realizará un viaje a Madrid. Aparte se narra una experiencia que tiene Joaquín con otros amigos que lo incitan a probar drogas y maltratar homosexuales que se prostituían en las calles de Lima. Esta parte de la obra finaliza con el viaje de Joaquín e Ignacio a Madrid.

### Tercera parte
En la última parte de la obra, se muestra a un Joaquín Camino, que ahora es un joven-adulto que reside en Key Biscayne (Miami) alejado de la severidad e incomprensión de sus padres, la crisis económica en Perú en el año 1990 y el creciente terrorismo que ya cobraba víctimas en Lima. Se narra la visita al departamento de Joaquín de su padre, que decide ir allá para alejarse del terrorismo y de Maricucha, su esposa y madre de Joaquín, de quien decide separarse. Luego, el padre de Joaquín mantendrá una relación amorosa con una mujer cubana, hecho que será reprendido por Maricucha, que también visita a Joaquín y su padre en Miami, con el objetivo de salvar su matrimonio. La tercera parte muestra una reflexión del personaje sobre su vida, sus experiencias homosexuales y sus padres. La obra termina con la reconciliación de los padres de Joaquín, luego que ambos admiten la homosexualidad de su hijo, pero luego tratan de hacer las paces con Joaquín. También se relata la relación de Joaquín Camino y un trabajador de hotel, que, al finalizar la obra, lo llama para visitarlo. En ese mismo momento el padre de Joaquín le llama aclarando que lo estima como hijo y le está enviado una cierta cantidad de dinero, que Joaquín desprecia y lanza afuera de su carro, llorando por todo lo sucedido, concluyendo así la obra.